# Winfield (Illinois)
Pour les articles homonymes, voir Winfield.
Winfield est un village de l’État de l'Illinois situé dans le comté de DuPage.